# Musonius luctuosus
Musonius luctuosus là một loài bọ cánh cứng trong họ Cerambycidae.